# Justitiepaleis (Verviers)

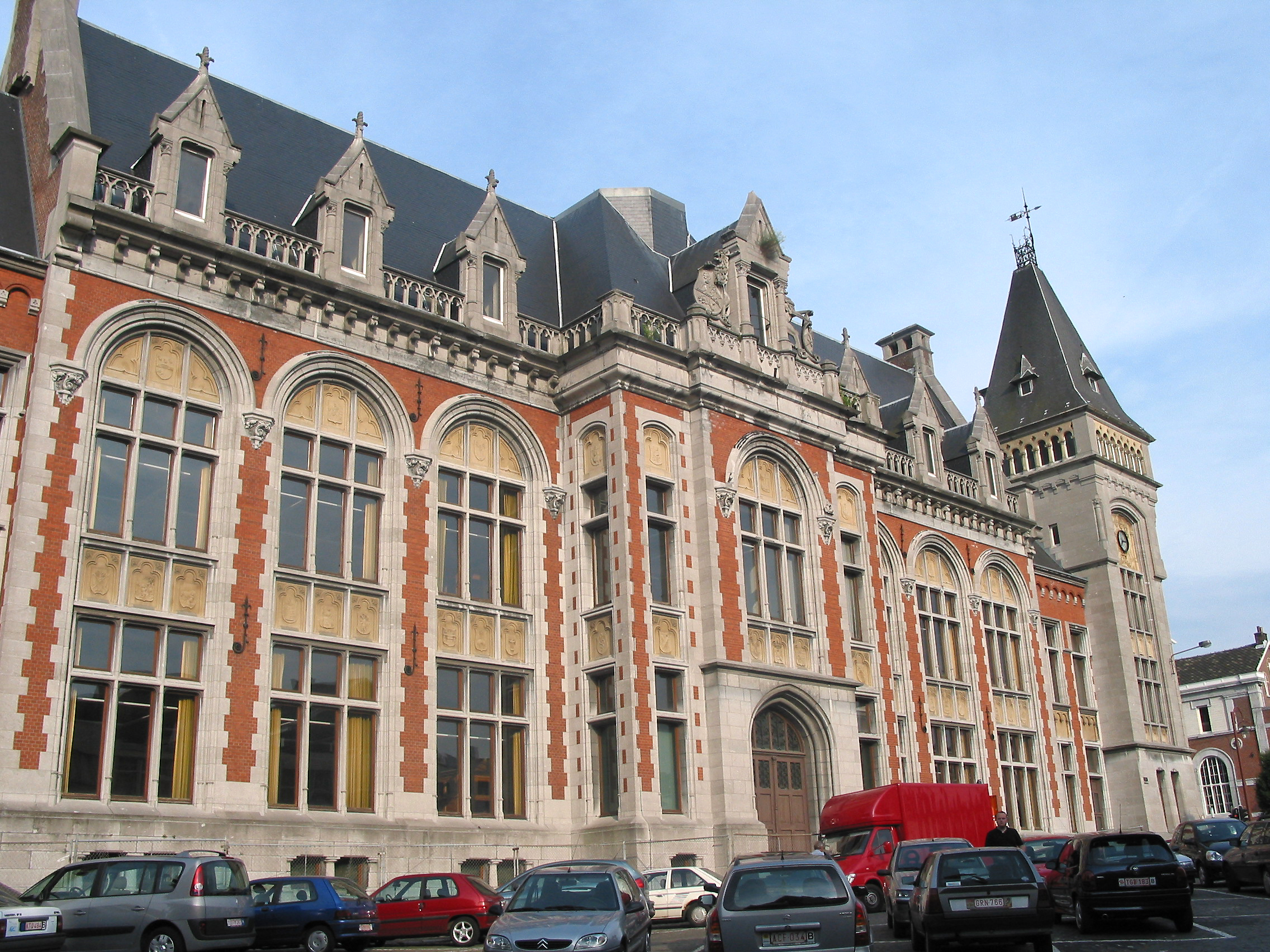
Justitiepaleis

Het Justitiepaleis (Frans: Palais de Justice) is een gerechtsgebouw in de Belgische stad Verviers, gelegen aan de Place du Palais de Justice 31. Het huisvest de vredegerechten van de twee Vervierse kantons, de rechtbank van eerste aanleg Luik afdeling Verviers, de politierechtbank Luik afdeling Verviers, de arbeidsrechtbank Luik afdeling Verviers en de ondernemingsrechtbank Luik afdeling Verviers.

## Geschiedenis
De zuidvleugel, parallel aan de Rue du Palais, werd van 1850 tot 1853 gebouwd op de plaats waar eens een klooster met tuin van de ongeschoeide karmelieten was gevestigd, doch dat omstreeks 1796 werd opgeheven (zie ook Sint-Jozefkerk). Het werd gebouwd in neoclassicistische stijl, naar een ontwerp van Joseph Jonas Dumont. De gevel is getooid met de zandstenen beelden van een viertal rechtsgeleerden, vervaardigd door Willem Geefs.
In 1896 werd loodrecht hierop de westvleugel in neogotische stijl toegevoegd, parallel aan de Rue Paul Janson. Deze vleugel werd ontworpen door de Luikse architect Remouchamps. Ook de massieve vierkante hoektoren werd toen gebouwd. De oostelijke vleugel, waarin het vredegerecht is gehuisvest, ligt parallel aan de Rue du Tribunal en is van dezelfde bouwtrant als de westvleugel.
De laatste uitbreiding aan het gerechtsgebouw dateert van 1996.